# Всеволожский, Дмитрий Алексеевич
Дми́трий Алексе́евич Все́воложский (ок. 1798 — 10 января 1871, с. Аннинское, Херсонская губерния) — русский военный администратор XIX века, генерал-майор (1847), управляющий Кавказскими Минеральными Водами (1845—1857).

## Биография

### Происхождение и воспитание
Родился не позднее 1798 года, вероятно, в г. Ямполь Подольской губернии, где стоял в то время Елисаветградский гусарский полк, в семье подполковника Алексея Матвеевича Всеволожского (впоследствии шеф полка, генерал-майор). Принадлежал к одному из древнейших дворянских родов России; в XVI—XVIII веках несколько поколений его предков служили патриаршими детьми боярскими.
«Воспитывался в частных заведениях», в послужном списке указывалось: «Российской грамоте читать и писать, языки: французский, немецкий, польский, закон Божий, историю, географию, арифметику, геометрию и фортификацию знает»; помимо перечисленных, очевидно, изучавшихся в ходе получения образования, должен был с детства владеть итальянским — родным языком матери, Бартолицы (Бартоломеи) Феликсовны, а также деда Феличе (Феликса Осиповича) и бабушки Сусанны Михайловны Бартолоцци, опекавших своих внуков после смерти их матери и отца.

### Военная служба
В службу вступил 10 марта 1808 года юнкером в отцовский Елисаветградский гусарский полк, 24 августа 1810 года произведён в корнеты. Участник Отечественной войны 1812 года: в рапортах полкового командира «корнет Всеволожский 3-й» до лета 1813 года числится в командировке «за покупкою ремонтных лошадей», затем прошел с полком «через Галицию, Австрийскую Силезию, Моравию, Богемию, Королевства: Баварское, Вюртембергское и Герцогство Баденское во Францию до города Арси-сюр-Об, …и оттуда обратно через владения Гессенские, Саксонию, прусскую Силезию и Царство Польское в Россию».
Поручик с 28 февраля 1816 года, штаб-ротмистр с 4 мая 1818 года, ротмистр с 30 июня 1821 года.
«За болезнью» уволен от службы 15 марта 1823 года «майором и с мундиром». Несколько лет прожил в Херсонской губернии: налаживал хозяйство после смерти деда, Ф. О. Бартолоцци, устраивал замужество сестёр, а также вёл длительную и сложную судебную тяжбу с бывшим опекуном своих сестёр и младшего брата генерал-майором А. П. Орловым, обвинявшимся в злоупотреблениях и «растрате сиротского имения».
Вновь определен в службу 4 февраля 1829 года в Нижегородский драгунский полк капитаном (то есть прежним чином IX класса); «за вычетом времени бытности в отставке считается старшинство в капитанском чине с 18 мая 1827 года». По прибытии к театру военных действий в Закавказье состоял для поручений при главнокомандующем И. Ф. Паскевиче-Эриванском, затем назначен старшим адъютантом штаба Отдельного Кавказского корпуса. За бой при селении Харт (27—28 июля 1829 года) награждён орденом св. Владимира 4-й степени с мечами и бантом (6 августа 1830 года). С 4 февраля 1831 года числился ротмистром в лейб-гвардии Конно-егерском полку. Фактически регулярно возглавлял полевые штабы командиров Кавказского корпуса, когда они лично руководили боевыми действиями:
Во Владикавказе я застал уже в сборе всех офицеров, составлявших в то время весьма немногочисленную свиту барона Розена… Должность отрядного дежурного штаб-офицера занимал ротмистр Дмитрий Алексеевич Всеволожский, всеми любимый и почитаемый за его усидчивый характер, за доброту и за храбрость….
В 1832—1833 г.г. в Тифлисе был секретарём («делопроизводителем») секретной комиссии, под номинальным руководством Г. В. Розена расследовавшей так называемый «антиправительственный Заговор 1832 года».
С 24 декабря 1836 года — дежурный штаб-офицер штаба «войск, на Кавказской линии и в Черномории расположенных» (Ставрополь). За отличие произведен 31 октября 1837 года в полковники «с оставлением по армейской кавалерии».

19 сентября 1838 года «с отчислением по кавалерии» назначен дежурным штаб-офицером штаба Отдельного Кавказского корпуса (Тифлис). Командир Корпуса генерал-адъютант Е. А. Головин, ходатайствуя летом 1841 года о его награждении, в рапорте на имя Военного министра князя А. И. Чернышёва писал: 
Дежурный штаб-офицер вверенного мне Корпуса полковник Всеволожский исполнял эту многосложную и трудную обязанность в течение трех лет с беспримерной деятельностью и усердием, принеся неисчислимую пользу по управлению военной частью Корпуса. Могу справедливо сказать, что единственно его трудам и рвению я обязан быстрым и правильным течением дел по военной части.

### Руководство Минеральными Водами
Зимой 1845—1846 годов Д. А. Всеволожский оставил штаб Корпуса и перешел на военно-административную службу, 24 ноября 1845 года «волей наместника Кавказского назначен к управлению Кавказскими минеральными водами». Летом 1846 года Кавказский наместник граф М. С. Воронцов так писал Николаю I: 
…Я нашел необходимым преобразовать Управление минеральными водами и надеялся склонить к принятию сего дела в свои руки бывшего при здешнем корпусе дежурным штаб-офицером полковника Всеволожского, известного всем вообще в здешнем крае своим усердием, совершенным бескорыстием и опытной распорядительностью… В течение зимы все это устроилось по моему желанию, полковник Всеволожский принял на себя предлагаемую ему должность….
Одновременно Д. А. Всеволожский по должности принял на себя обязанности командующего Центром Кавказской линии. По спискам Отдельного Кавказского корпуса до 1847 года продолжал числиться дежурным штаб-офицером (с пометкой: «в командировке»).
15 апреля 1847 года был «по Высочайшему повелению Всемилостивейше утвержден управляющим Кавказскими Минеральными Водами». Высочайше утверждённым Положением об управлении Кавказскими Минеральными Водами было установлено, что «Управляющий Кавказскими минеральными водами… по управлению собственно минеральными водами, пользуется правами Военного Губернатора». Согласно штату (приложению к Положению) Управляющий назначался «из военных генералов». 16 декабря 1847 года Д. А. Всеволожский был произведён в генерал-майоры.
Особый период на Водах – Воронцовский… По настоянию М. С. Воронцова Кавказские Минеральные Воды были изъяты из управления Министерства внутренних дел и переведены в его ведение. Впервые учреждена дирекция Вод, которая объединила под своим началом медицинскую, распорядительную и хозяйственную функции (1847  год). Возглавил её генерал-майор Д. А. Всеволожский, наделенный правами военного губернатора.
…50-е годы… были отмечены активной реализацией реформ, затеянных М. С. Воронцовым. …Под руководством Д. А. Всеволожского, которого Воронцов назначил управляющим Водами, прокладывались дороги, водопроводы, строились мосты, расширялись и хорошели сады, бульвары, парки. Между курортными „группами“ стали ходить омнибусы, перевозившие пассажиров и почту. Именно в это время на Кавминводах появились первые музеи, первое учебное заведение, первый театр, первая библиотека.

В июле 1849 года, представляя Д. А. Всеволожского к ордену св. Владимира 3-й степени, светлейший князь М. С. Воронцов писал Военному министру князю А. И. Чернышову: 
Управляющий Кавказскими минеральными водами генерал-майор Всеволожский более трёх лет находится в этой должности. При нем образована Дирекция, введен по всем частям управления определительный порядок и начаты многие весьма важные работы и преобразования, из которых одни уже кончены, другие продолжаются с успехом. Над устройством Минеральных вод генерал-майор Всеволожский трудится с редким усердием, благонамеренностью и бескорыстием…
В январе 1853 года командующий войсками Кавказской линии Н. С. Заводовский назначил Д. А. Всеволожского, уже имевшего в 1832—33 г.г. опыт серьёзного уголовно-политического расследования, председателем комиссии, ведшей следствие об известном восстании крепостных крестьян в селе Маслов Кут Пятигорского уезда, имении ставропольского губернского предводителя дворянства Герасима Калантарова. По итогам доклада комиссии, в том числе её выводов о причинах восстания и чинившихся крепостным притеснениях, император Николай I не только снял Г. С. Калантарова с должности, но и выразил глубочайшее Высочайшее неудовольствие в адрес всего дворянского собрания Ставропольской губернии, что стало настоящим шоком для местных дворян, не ожидавших ничего подобного.
13 февраля 1855 года новый Кавказский наместник Н. Н. Муравьёв «по совместительству» назначил Д. А. Всеволожского «к исправлению должности Пятигорского коменданта и уездного начальника»; в первой должности Дмитрий Алексеевич состоял менее двух месяцев (до 6 апреля), во второй — более двух лет (до 1 августа 1857 года).

### Отставка и смерть
9 декабря 1857 года Высочайшим приказом «уволен за болезнью от службы с мундиром и пенсионом полного жалования» (860 руб. в год).
Последние годы жизни провёл в Херсонской губернии в родовом имении — селе Аннинское Елисаветградского уезда, где и скончался 10 января 1871 года; похоронен при Рождества-Предтечевской церкви села Аннинское.

## Семья
Отец — Алексей Матвеевич Всеволожский (1769—1813), генерал-майор (1807), шеф Елисаветградского гусарского полка (1808—1813).

Мать — Бартолица Феликсовна, урождённая Бартолоциева (итал. Bartolomea Bartolozzi; ок. 1777 — ок. 1808), «италийская дворянка», дочь дивизионного штаб-лекаря Ф. О. Бартолоция.

Сёстры:
- Дарья (Чайковская; род. ок. 1805 — ум. после 1868), замужем за полковником Степаном Матвеевичем Чайковским, сыном екатеринославского вице-губернатора М. С. Чайковского и родным дядей жены Д. А. Всеволожского Анны Михайловны.
- Евдокия (баронесса Остен-Сакен; 1807 — ум. после 1857), замужем за бароном Павлом Ерофеевичем Остен-Сакеном, отставным майором Нижегородского драгунского полка, младшим братом генерала графа Д. Е. Остен-Сакена.

Брат — Матвей (1808 — ум. после 1858), после смерти отца по повелению Александра I зачислен в Пажеский корпус, выпущен в 1828 году прапорщиком в 8-й пионерный батальон Кавказской артиллерийской дивизии, в 1832 году вышел в отставку подпоручиком, заседатель Бобринецкого уездного суда, женат на «дочери майора, помещика Александрийского уезда» Анне Павловне Прокопович.
Жена (с 1837) — Анна Михайловна Золотницкая (между 1809 и 1816—1869), дочь полковника М. В. Золотницкого (ок. 1771—1826), выпускница Женского Патриотического института (Петербург).

Дети:
- Алексей (23 августа 1838 — 24 ноября 1894, Киев) — «казённый кавказский воспитанник» Императорского Училища правоведения (1860, 20-й выпуск)[13], товарищ прокурора Бессарабского областного суда (Кишинёв), затем мировой судья (Елисаветград), гласный Херсонского губернского и Елисаветградского уездного земского собрания, надворный советник, после отставки — присяжный поверенный при Киевском окружном суде (с 1881); женат на Марии Николаевне Голубовой[14], дочери коллежского советника Николая Ивановича Голубова (ок. 1789—1845), правителя канцелярии Николаевского и Севастопольского военного губернатора (то есть Главного командира Черноморского флота и портов — в 1832—1833 г.г. А. С. Грейга, затем М. П. Лазарева), внучке и правнучке главных мастеров «математико-физических мореходных инструментов» Черноморского флота Ивана Васильевича и Василия Константиновича Свешниковых. Внуки:
  - Александра (1867—1918), замужем за фармацевтом Ипполитом Владимировичем Ковалевским, лаборантом-аптекарем Киевского военного госпиталя, надворным советником.
  - Владимир (1870—после 1920), выпускник юридического факультета Университета Св. Владимира (Киев, 1894), чиновник особых поручений при костромском губернаторе А. П. Веретенникове (1906), затем старший советник Архангельского губернского правления (1909), коллежский советник (1915), видный деятель Союза русского народа, секретарь Совета монархических съездов России (1915). Именно он, будучи членом Общества потомков участников Отечественной войны, получил в 1913 году право ношения светло-бронзовой медали «В память столетия Отечественной войны 1812 года» на Владимирской ленте «как старший из здравствующих потомков генерал-майора Д. А. Всеволожского». В 1920 г. — в Вооружённых силах Юга России, затем в эмиграции.
  - Всеволод (1872—1943) — студент рижского Политехникума, член РСДРП с 1898 года, меньшевик, в 1917 году — председатель Вятского Совета рабочих и солдатских депутатов, в августе—ноябре 1918 года товарищ министра (главноуправляющего) финансов Временного областного правительства Урала. Правнук Владимир (1901—1937) — член ВКП(б) с 1919 года, в 1937 году председатель Донецкого облисполкома, кандидат в члены ЦК КП(б) Украины.
  - Мария (1880—1965), учительница в Киеве.
- Александра (22 февраля 1841—1885)[14], замужем за надворным советником Григорием Васильевичем Соколовым-Бородкиным, судьёй Бобринецкого уездного суда (заседателем при нём служил младший брат Д. А. Всеволожского Матвей Алексеевич), сыном владельца соседнего с Аннинским села Фёдоровка;
- Ольга (18 июня 1842 — ок. 1871)[14], обучалась в Одесском институте благородных девиц, была замужем за Александром Ивановичем Косовским, корнетом 8-го уланского Вознесенского полка (уже в январе 1872 г. вступившим во второй брак);
- Дмитрий (7 декабря 1844—1905)[14], в 1890-х годах чиновник Херсонской уездной земской управы, смотритель Бериславской переправы (сезонного наплавного моста через Днепр), титулярный советник. В 1909 году два его сына, Андрей, гимназист 6-го класса (в марте), и Константин, чиновник Одесской телеграфной конторы, несколько лет находившийся под негласным надзором полиции в связи с участием в деятельности партии социалистов-революционеров (в ноябре), покончили с собой. Дочь (имя пока не установлено) — в 1909 г. начальница Бериславской женской гимназии.
- Анна (13 марта 1853 — ?)[14], замужем за Аркадием Аркадьевичем Агте, поручиком.

## Награды
- орден Св. Владимира 4-й ст. с бантом (6 августа 1830, за бой при селении Харт),
- орден Св. Анны 2-й ст. (28 июня 1833, за кампанию 1831 года), «Императорская Корона к сему ордену» (27 июля 1833, за кампанию 1832 года),
- орден Св. Станислава 2-й ст. (21 мая 1835, «в воздаяние отлично-усердной и ревностной службы»),
- «земля по чину» (1500 десятин в окрестностях Ставрополя; 25 марта 1840 «за отлично-усердную службу»),
- орден Св. Георгия 4-й ст. (25 декабря 1843, «за беспорочную выслугу в офицерских чинах двадцати пяти лет»)[15],
- орден Св. Владимира 3-й ст. (29 июля 1849, «по засвидетельствованию Наместника Кавказского об отлично-усердной и полезной службе»),
- Знак отличия за XXXV лет [высшей степени на Георгиевской ленте] (22 августа 1854),
- орден Св. Станислава 1-й ст. (1855),
- бронзовая медаль «В память Отечественной войны 1812 года» на Владимирской ленте (1814),
- серебряная медаль «За турецкую войну»,
- медаль «В память войны 1853—1856» (очевидно, светло-бронзовая на Андреевской ленте, 1857).